# Ryfylke

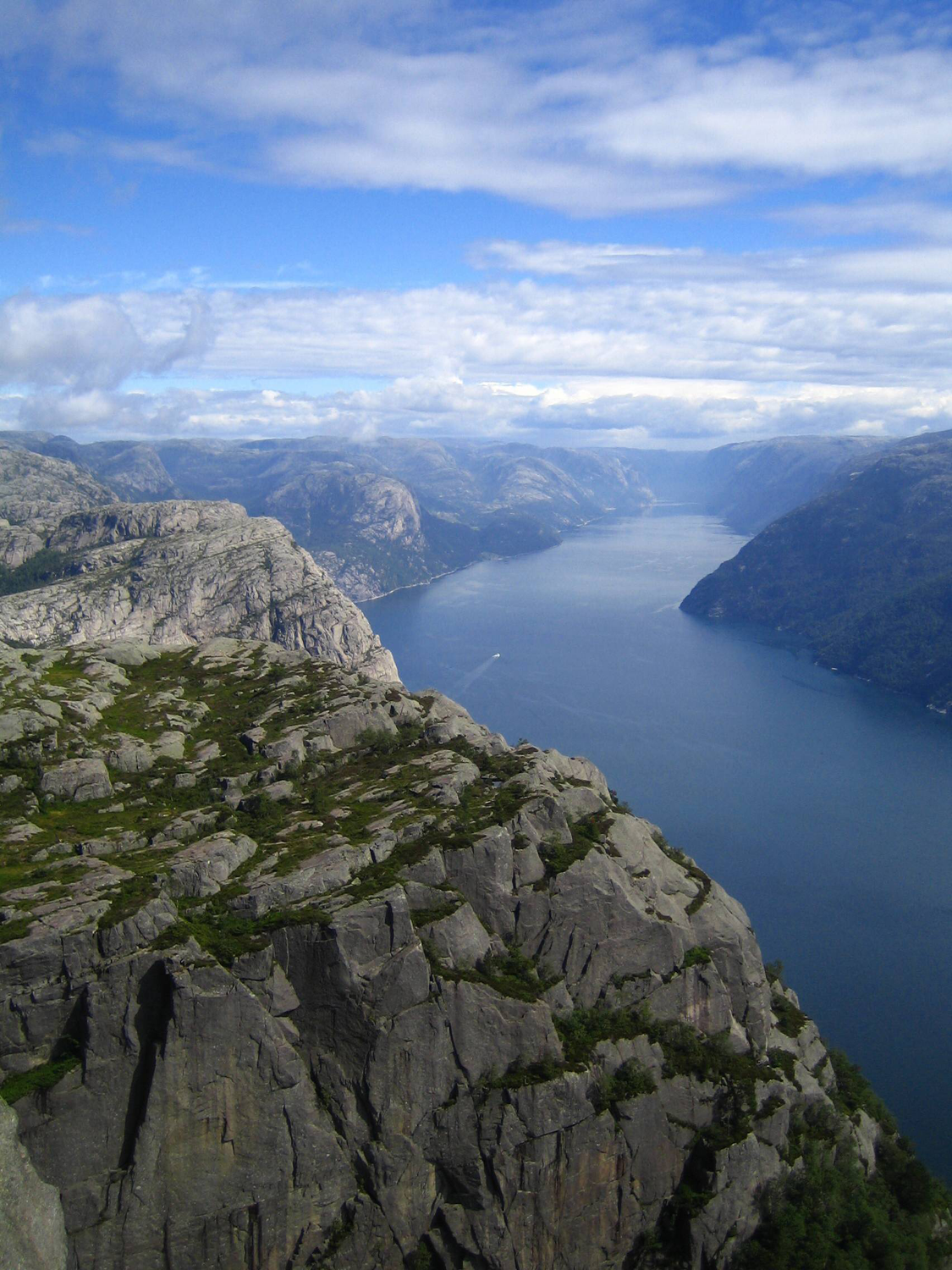
Lysefjord

Ryfylke ist ein geographisches Gebiet im nordöstlichen Teil der Provinz Rogaland in  Norwegen. Es liegt nördlich von Stavanger und südlich von Haugesund. Das Gebiet schließt die Kommunen Finnøy, Forsand, Hjelmeland, Kvitsøy, Rennesøy, Sauda, Strand und Suldal ein.
Ryfylke ist einer von 15 Distrikten, die zusammen den Landesteil Vestlandet ausmachen.
In der Ryfylke liegen Touristenattraktionen wie Lysefjord mit der Preikestolen (Kanzel) und Kjerag.
Die Norwegische Landschaftsroute Ryfylke ist eine der insgesamt 18 „Grünen Straßen“ in Norwegen. Diese Strecke zwischen Oanes am Lysefjord und Hårå (Røldal) wurde 2011 offiziell mit dem neuen Beinamen eröffnet. Die Norwegische Landschaftsroute Ryfylke ist 183 km lang und führt durch eine reizvolle Landschaft, wo grüne Inselidyllen und gepflegtes Agrarland sich mit Steinhalden, nackten Felswänden, Fjordpanoramen und Passhöhepunkten abwechseln.